# Адитивність мас-спектрів
Адитивність мас-спектрів (англ. additivity of mass spectra) — у хімії — ситуація, коли кожна хімічна форма з певним парціальним тиском в йонному джерелі вносить у повний мас-спектр такий самий внесок, який би вона вносила, якби була єдиною хімічною формою в цьому джерелі при тому ж парціальному тискові.